# Adam Batírov
Adam Alavdinovich Batírov (en ruso: Адам Алавдинович Батиров; Jasaviurt, URSS, 13 de enero de 1985) es un deportista ruso de origen daguestano que compitió en lucha libre (desde el año 2015 participa bajo la bandera de Baréin). Su hermano Mavlet compitió en el mismo deporte.
Ganó una medalla de plata en el Campeonato Mundial de Lucha de 2018, tres medallas en el Campeonato Europeo de Lucha, entre los años 2004 y 2011, y una medalla de oro en el Campeonato Asiático de Lucha de 2016.

## Palmarés internacional
| Representando a Rusia  |                     |                   |           |
| Campeonato Europeo     |                     |                   |           |
| Año                    | Lugar               | Medalla           | Categoría |
| 2004                   | Ankara (Turquía)    | Medalla de plata  | 55 kg     |
| 2009                   | Vilna (Lituania)    | Medalla de oro    | 60 kg     |
| 2011                   | Dortmund (Alemania) | Medalla de bronce | 66 kg     |
| Representando a Baréin |                     |                   |           |
| Campeonato Mundial     |                     |                   |           |
| Año                    | Lugar               | Medalla           | Categoría |
| 2018                   | Budapest (Hungría)  | Medalla de plata  | 70 kg     |
| Campeonato Asiático    |                     |                   |           |
| Año                    | Lugar               | Medalla           | Categoría |
| 2016                   | Bangkok (Tailandia) | Medalla de oro    | 70 kg     |